# インドネシア・エアアジア8501便墜落事故
インドネシア・エアアジア8501便墜落事故（インドネシア・エアアジア8501びんついらくじこ）は、インドネシア現地時間 (UTC+7) の2014年12月28日の朝5時35分にインドネシアのジャワ島東部、スラバヤにあるジュアンダ国際空港を出発しシンガポールのチャンギ国際空港に向かって飛行していたインドネシア・エアアジア8501便 (QZ8501/AWQ8501) が、現地時間6時17分に消息を絶ち、その後の捜索で墜落が確認された航空事故である。乗客155人と乗員7名が搭乗していた。乗客・乗員全員が死亡したと見られ、2015年3月20日の時点で56名が行方不明のままである。
8501便はエアアジア（本社:クアラルンプール）のグループ企業であるインドネシア・エアアジア（本社:ジャカルタ）が運航しており、機材もインドネシア国籍となっている。ただし、親会社のエアアジアが本社を置くマレーシアでも政府に衝撃が走り、マレーシア国内ではマレーシア航空370便墜落事故、17便撃墜事件に続く惨事と受け止められ、マレーシア地元紙は「今年（2014年）3つ目の大惨事」と報じている。

## 事故当日の8501便
- 使用機材：エアバスA320-216、機体記号：PK-AXC
- 乗員乗客：162人
  - コックピットクルー：2人（年齢は事故当時）
    - 機長：インドネシア人男性（53歳）
    - 副操縦士：フランス人男性（46歳）

  - 客室乗務員：5人
  - 乗客：155人

## 行方不明

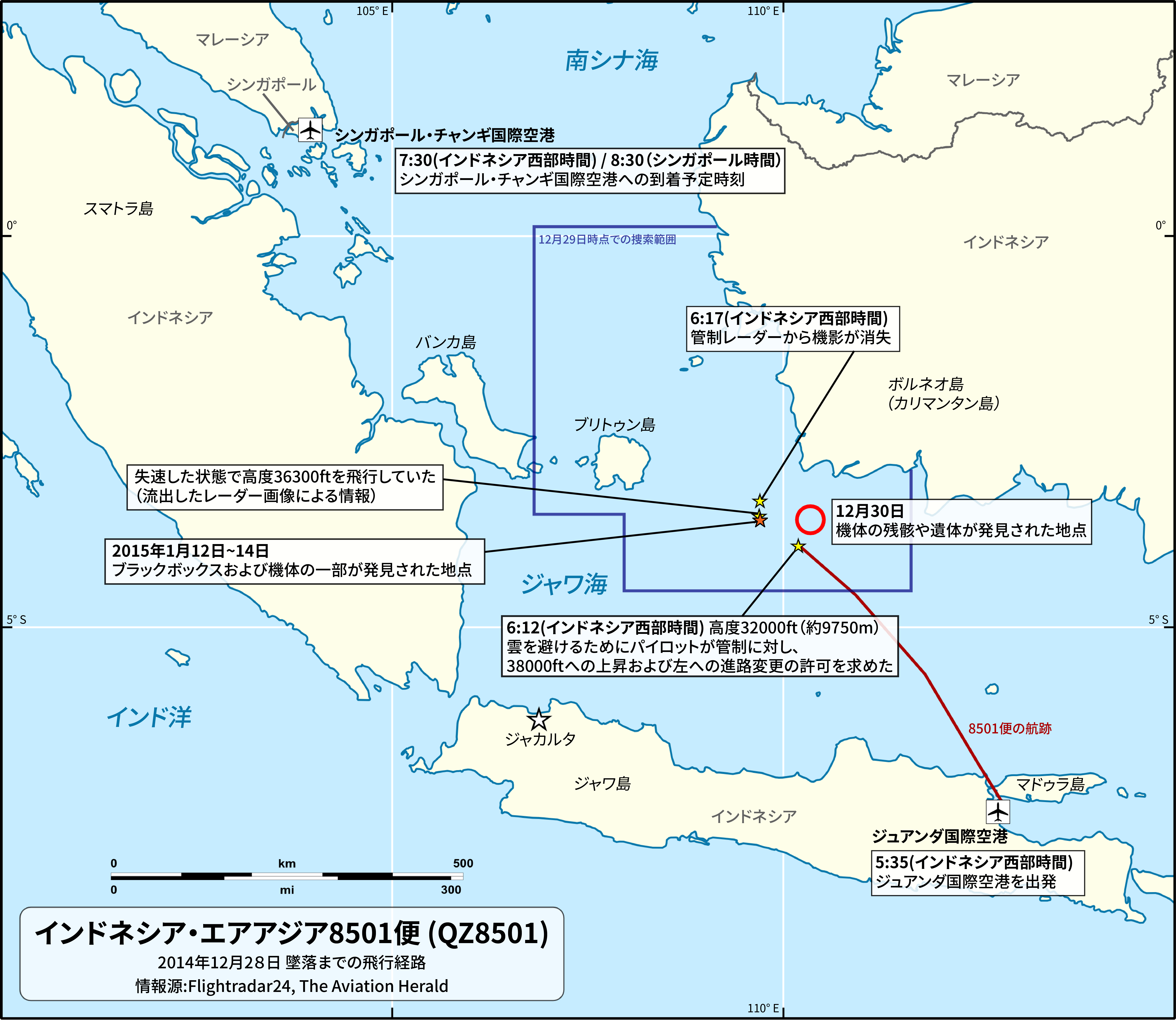
飛行経路図。赤い線が飛行経路。

2014年12月28日、インドネシア・エアアジア8501便は同社の定期便としてスラバヤのジュアンダ国際空港の滑走路10から、定刻より15分遅れとなる5時35分（現地時間）にシンガポール・チャンギ国際空港に向けて離陸した。離陸後は順調に32,000フィート (9,800 m)まで高度を上げ、ジャワ海に達した。事故発生時はジャワ島とカリマンタン島の間を飛行中だった。インドネシア運輸当局は28日昼の会見で、パイロットは6時12分に航空管制との交信にて「嵐を避けるため、高度を38,000フィート (12,000 m)に上げる許可を求めていた」ものの、その5分後に位置情報を知らせる信号を発したのを最後にインドネシアが管轄している飛行情報区 (FIR) 内で交信が途絶え、6時18分に航空レーダーから消えたと発表した。
当該機が飛行していた空域は激しい雷雨に見舞われていた。インドネシア紙コンパスの電子版によれば、「エアアジア機が消息を絶ったころ、飛んでいたとされるボルネオ島（カリマンタン島）の南西には、厚さ5 - 10キロメートルにおよぶ積乱雲が飛行ルート上にあった可能性がある（インドネシア気象気候地球物理庁の話）」と伝えている。なお、積乱雲の高さは48,000フィート (15,000 m)まで達していたとの見方もある。積乱雲は激しい雷雨や強風をもたらしたうえ、低温の影響で航空機の航行システムが障害を起こして操縦ができなくなる恐れがある。ただし、同日に他の航空機数機が無事にこの地域を通過している。

### タイムライン
| 経過時間 (HH:MM) | 時刻              | 時刻                               | 時刻                            | 出来事 |
| 経過時間 (HH:MM) | 協定世界時（UTC） | インドネシア西部標準時（WIB) UTC+7 | シンガポール標準時（SST） UTC+8 | 出来事 |
| ---------------- | ----------------- | ---------------------------------- | ------------------------------- | --- |
| 00:00            | 12月27日          | 12月28日                           | 12月28日                        | エアアジア・インドネシア8501便（以下8501便）がジュアンダ国際空港を出発。定刻の05:20（インドネシア西部標準時。以下は特記がなければ同タイムゾーン）から15分遅れであった（なお、出発時刻は05:36あるいは05:32だったという情報もある）。 |
| 00:00            | 22:35             | 05:35                              | 06:35                           | エアアジア・インドネシア8501便（以下8501便）がジュアンダ国際空港を出発。定刻の05:20（インドネシア西部標準時。以下は特記がなければ同タイムゾーン）から15分遅れであった（なお、出発時刻は05:36あるいは05:32だったという情報もある）。 |
| 00:37            | 23:12             | 06:12                              | 07:12                           | 8501便のパイロットが航空管制 (ATC) に対し、悪天候を避けるために予定ルートから左に逸れたルートの飛行をリクエストし、管制から承認を受けた。併せて32,000 ft (9,800 m) から38,000 ft (12,000 m) へ飛行高度を上げるリクエストも行なった。しかし、すでに当該空域に他の航空機が存在していたため、ジャカルタの管制は上昇の許可を一時見送った。 |
| 00:39            | 23:14             | 06:14                              | 07:14                           | 管制が8501便に対して上昇の許可を与えたが、8501便のパイロットから応答がなかった。 |
| 00:42            | 23:17             | 06:17                              | 07:17                           | AirNav Indonesiaの情報によれば、この時刻に8501便がレーダーから消失した（当初、エアアジアは06:24にレーダーから消失したと報告していた）。 |
| 00:43            | 23:18             | 06:18                              | 07:18                           | ADS-Bトランスポンダからの信号が途絶えた。インドネシア運輸省によれば、最後に信号が示していた座標はジャワ海のカリマタ海峡、ブリトゥン島とカリマンタン島間の南緯3度22分15秒 東経109度41分28秒 / 南緯3.3708度 東経109.6911度である。 |
| 01:20            | 23:55             | 06:55                              | 07:55                           | エアアジアは8501便が行方不明となった旨を公式発表した。 |
| 01:55            | 12月28日          | 07:30                              | 08:30                           | シンガポール・チャンギ国際空港への到着予定時刻。 |
| 01:55            | 00:30             | 07:30                              | 08:30                           | シンガポール・チャンギ国際空港への到着予定時刻。 |
| 04:47            | 03:22             | 10:22                              | 11:22                           | インドネシア国家捜索救助庁 (BASARNAS) のパンカルピナン事務所が捜索救難を開始した。 |
| 04:55            | 03:30             | 10:30                              | 11:30                           | シンガポール民間航空庁 (CAAS) およびチャンギエアポートグループ (CAG) の危機管理センターが始動し、航空会社の危機管理チームと共同で事故の情報収集を開始した。 |
| 05:06            | 03:41             | 10:41                              | 11:41                           | エアアジアが公式Facebook・Twitterアカウントで8501便が行方不明になったことを発表した。 |

## 捜索

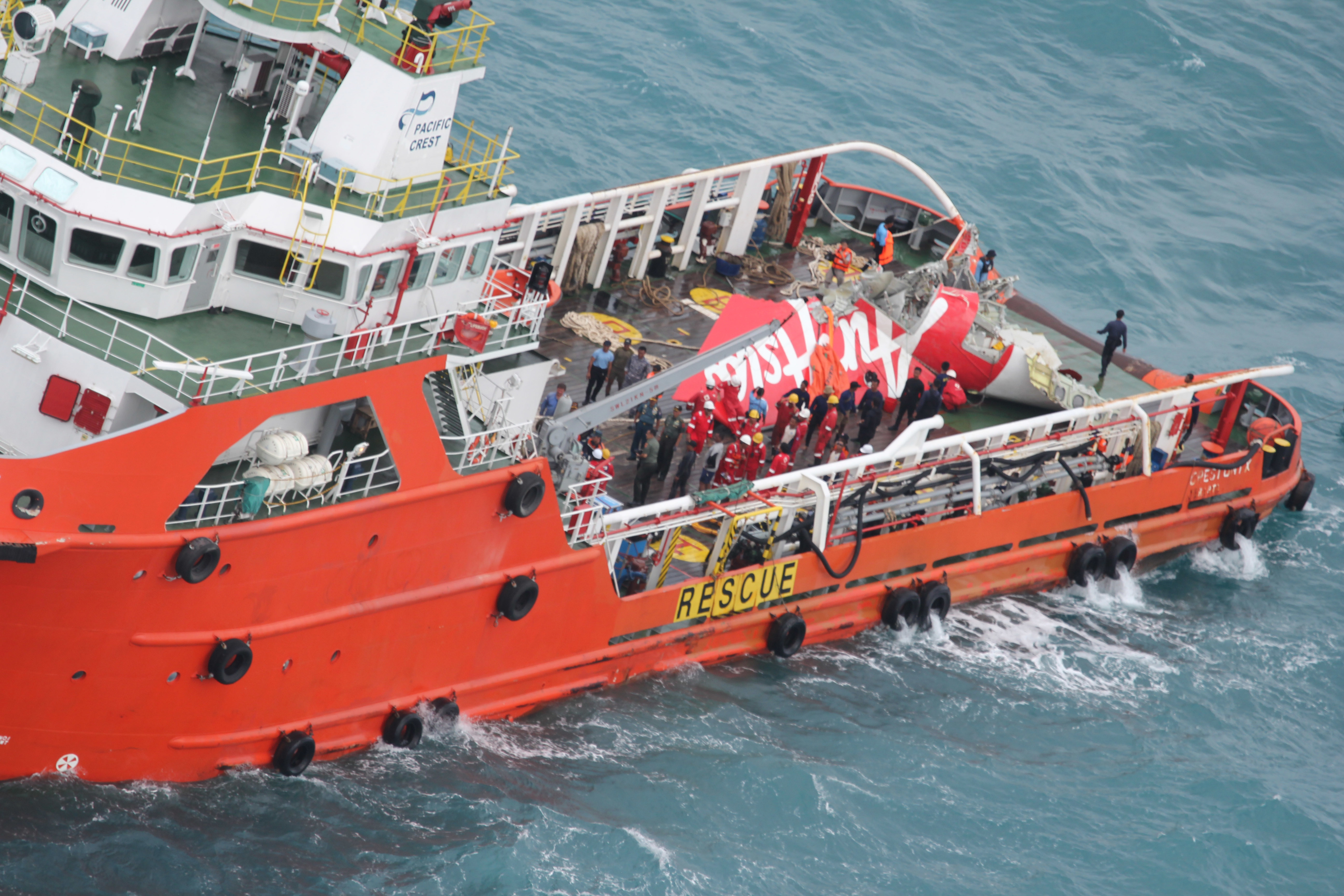

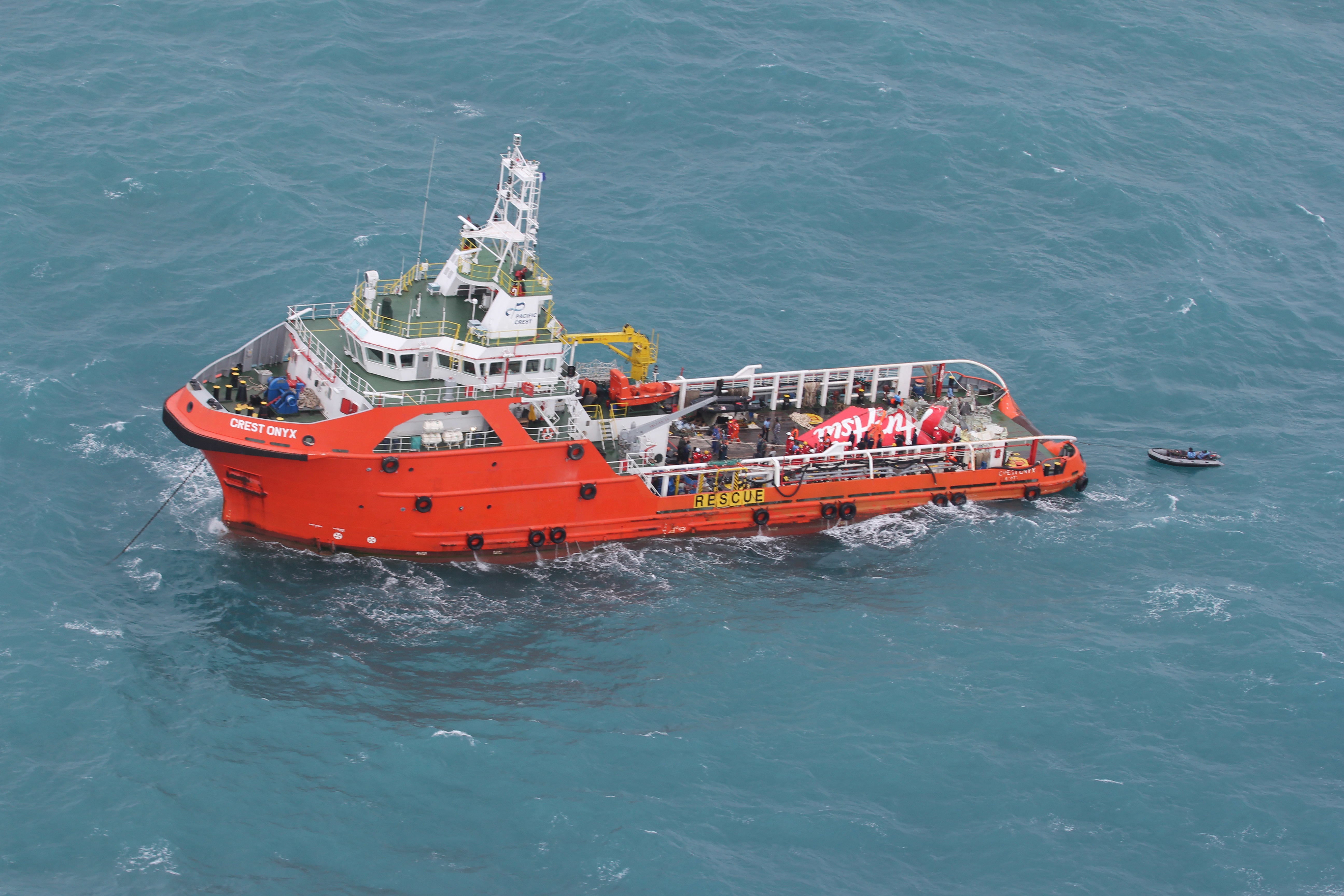
回収された事故機の垂直尾翼を運搬する船

事故発生後、インドネシア国家捜索救助庁などインドネシア当局に加え、シンガポール空軍・海軍がC-130輸送機による捜索を実施している。また、インドネシア空軍はB737洋上偵察機を投入してパランカラヤから127海里 (235 km)、方位249度の地点を最終コンタクト地点として捜索を開始した。事故発生日の28日の捜索は日没を理由に、空からの捜索はいったん打ち切ったものの、船を使った海の捜索は夜通し続けられた。
事故翌日の29日、インドネシア国家捜索救助庁は「事故機は海上で墜落し、現在は海中に沈んでいると思われる」との見解を示した。29日以降よりオーストラリアやマレーシアなども捜索に加わった（#事故後の対応も参照）。
消息を絶った当日の28日に地元漁師が残骸を発見している。しかし発見者は事故発生を知らず、ただのゴミだと思い、翌日の夜になって帰宅した。村に帰り着くと、8501便のニュースが報じられており、発見者はエアアジア社のロゴと同じ赤い残骸が浮かんでいたことを思い出した。地元警察に報告すると、警察から事故機を捜索していた当局に連絡が入った。
2014年12月30日、漁師の証言を元に捜索が行われた。インドネシア空軍の捜索隊がカリマンタン島南西部海上にて機体の残骸を発見し、3名の遺体も収容された。
2014年12月31日に、インドネシア救難当局は、カリマンタン島南西部の海上で新たに3人の遺体を収容したと発表した。そのうち1人は客室乗務員の女性とみられていて、この時点で収容された遺体はこれで6人となった。潜水隊も派遣されていたが悪天候のため海中の捜索はできなかった。
2015年1月7日にインドネシア・カリマンタン島沖で尾翼を含む8501便の残骸が発見され、12日にはブラックボックスの一部を回収したと発表した。2015年1月14日に機体の胴体部分と右翼が海底で発見された。胴体部分には多くの犠牲者が閉じ込められていると推測されるが悪天候続きのため、24日になって引き上げ作業が行われた。引上げ作業はロープが切断し失敗に終わった。またコックピット部分と思われる残骸も胴体部分から500メートルほどの場所に存在することが明らかとなった。

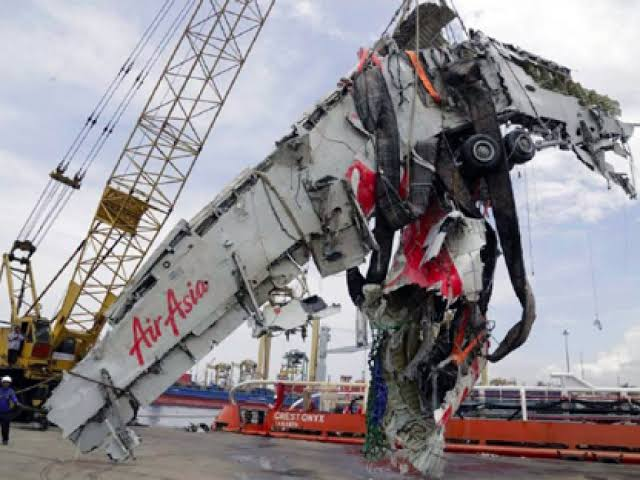
引き上げられた胴体部の残骸

捜索救助活動を行ってきたインドネシア軍の報道官は1月27日に、胴体部分は持ち上げた際に「破壊」され、引き揚げ作業から撤退することとなったと公表した。しかし、2月8日には胴体部分の回収作業が再開された。
2015年3月22日に不明者の捜索は打ち切られた。162名の乗客・乗員のうち、56名の遺体が未発見である。2015年3月20日の時点で、身元が確認できたものは97名となっている。

## 事故原因

### 最終報告
2015年12月1日、インドネシア国家運輸安全委員会は最終調査報告書を発表した。それによると、主な要因は、方向蛇（ラダー）システムの障害だった。方向舵の作動を制限するラダーリミッターのパーツのハンダ付け部の亀裂で接触が時々切れる状態になり、これによりECAMから繰り返し警報が送られた。4回目の警報でシステムをリセットしようとしたパイロットが、飛行増強コンピュータ (FAC; Flight Augmentation Computer) のサーキット・ブレーカーに触れたところ自動操縦が解除された。またこの時、失速防止装置も解除された。自動操縦が解除された場合はパイロットが手動で操縦するが、パイロットは方向舵のみを再起動させたつもりが自動操縦解除含め全ての電子系統を再起動させてしまったことに慌て、機体ロールに対応するまでに9秒遅れた。
　その間に54度もロールした機体を副操縦士は2秒で0度に戻したためパイロット達の平衡感覚は崩壊した。そのため平衡感覚で0度と感じられる54度傾いた状態に戻した。またけたたましい警報音と急激な操作に混乱した副操縦士は急降下と誤認したため急上昇を行った。これに対し機長は「（機体を）引き下げろ」と命令したが副操縦士は「（操縦桿を）引き下げろ」と勘違いし操縦桿を引き続けた。機長は副操縦士の間違いに対し「操縦桿を触るな。私が操作する。」と言えば良かったが、副操縦士が操縦桿を引き続けていると気づかなかった機長は自らの操縦桿を押して機体を下げようと試み続けたため、「double Input」という警報が鳴った。しかしパイロットはその警報について何の対応も取らなかった。二人が別の操作をしている間、昇降舵は中立位置だった。パイロット二人は最後まで逆の操作を続け、機体は急上昇の末高度15,000mに達し氷を大量に吸い込んだエンジンは停止し、失速状態のまま海面に激突した。なお、多くの推測で取り上げられた悪天候は、十分に避けられたものであり、墜落に関係がなかったとされた（#報告書の発表前の推測も参照）。
そもそも方向舵のエラーは直近2ヶ月で23回も出ていたが、その都度整備士は電子系統を再起動することで対処し物理的整備を怠った記録が残っていた。フライト直前にも数回再起動したブラックボックス記録から、その再起動方法を目の当たりにしたパイロットは整備士からその再起動方法を習い、謎の9秒の間にその再起動方法を試みたと考えられている。（空港では電子系統全てを再起動しても問題ないが、飛行中に行えば全ての自動操縦等が切れてしまい、その数秒間機体は風の赴くままに飛行してしまうため。）

### 報告書の発表前の推測

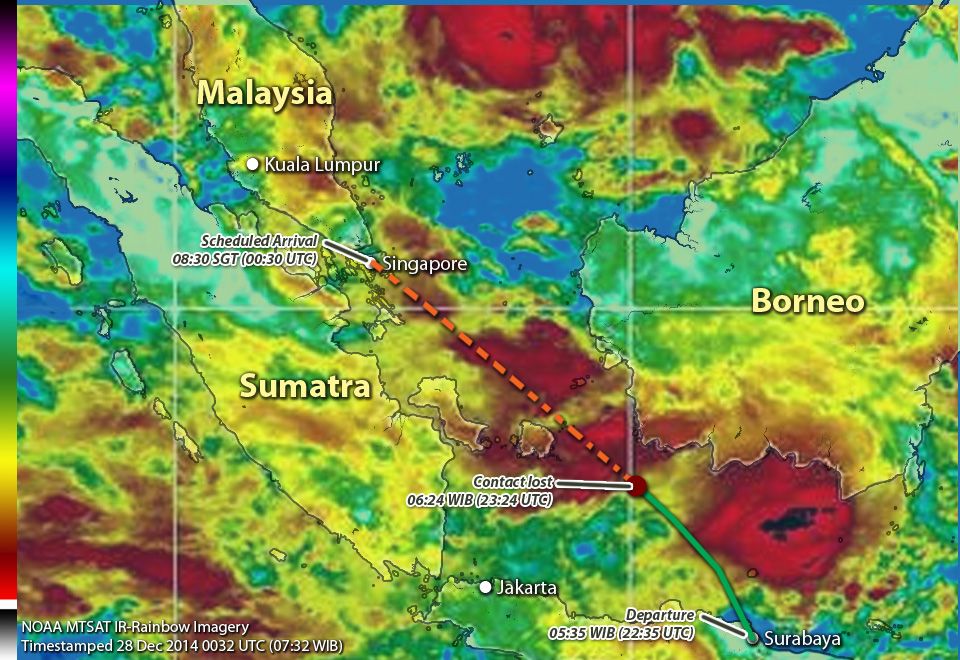
事故当時の衛星画像と8501便の航跡。赤い部分が温度の低い雲を表している。

調査報告書の発表まで、様々な推測がなされた。インドネシア海軍の報告によれば事故機は海面に激突して破壊された可能性が高く、発見された残骸も10キロメートル四方の狭い範囲に集中しており、空中分解の可能性は低いという。
2015年1月4日になってインドネシア気象気候地球物理庁 (BMKG) は「悪天候が事故の一因となった」とする報告書を公表した。同庁の解析によると事故当時周辺には高度48,000フィート (15,000 m)に達する巨大な嵐雲があり、「内部は氷点下80度に達する低温で、氷の粒子が多数あった」と指摘した。氷が機体やエンジンに付着して不具合を起こし、失速・墜落したとの見解を示した。2015年に放映されたディスカバリーチャンネルの『検証・エアアジア墜落事故』では、対気速度を測定するピトー管がヒーターの故障によって凍結し、エールフランス447便墜落事故のような事故が起こった可能性もあるとしている。また、航空管制レーダー画像が現地メディアにリークされていて、この画像を見た専門家からは、応答がなくなってから最大毎分9,000フィート (2,700 m)で上昇後、最大毎分24,000フィート (7,300 m)で降下していて、エアバス機は操縦系統にフライ・バイ・ワイヤを介しているため、通常は巡航高度でのこのような操縦は不可能であり、積乱雲などの何らかの外的要因によって機体が上昇して失速し、降下したとの見解が出ている。1月20日に出されたインドネシア運輸大臣のコメントでも同様に、正常時の6 - 8倍にあたる毎分8,000フィート (2,400 m)以上で上昇した後に失速したとされている。テロの可能性については否定されている。
調査に詳しい関係者の話によると、ボイスレコーダーにはけたたましい警報音が記録されており、操縦士は警報への対応を試みた後、警報システムの電源を落としたという。また、最後までパイロットたちは墜落の回避を試みたことが確認されている。事故当時、8501便を操縦していたのは副操縦士で、インドネシア・エアアジアにおいて2275時間飛行しており、フランス人系のパイロット団体の責任者であった。

## 機体・路線
事故機となったPK-AXCはエアバス社製のA320-216型機（製造番号:3648）で、2008年10月15日にインドネシア・エアアジアへ新造機として引き渡された。機内はエコノミークラス180席の仕様で、エンジンはCFMインターナショナル製のCFM56-5B6/3を搭載していた。事故時点での機齢は6.3年であり、それまでに大きなトラブルは記録されていない。
エアバスA320は運航効率や経済性が高いことから格安航空会社に限らず、世界各国の航空会社やビジネスジェットなどで派生型も含めて6000機以上が採用されており、機体の特性に起因する事故は発生していない。
スラバヤ - シンガポール間の路線について、インドネシア当局はインドネシア・エアアジアに同航路の便を週4日運航する許可をしていたが、許可された内容に日曜日は含まれていなかったと発表し、インドネシア当局は同路線について、調査終了までエアアジア便の運航停止措置をとっている。一方で、着陸地であるシンガポール当局はこのフライトが無認可だったという情報を否定しているほか、事故以前にも毎週日曜日にはQZ8501便として当該路線のフライトが定期的に運航されていた。そもそも、航空管制では国籍不明機による領空侵犯として扱われる可能性やニアミスといった事態を避けるため、着陸地までの飛行計画の運航許可が無いと出発許可が下りないことになっており、なぜ運航できていたかは不明である。
インドネシアの航空会社はインドネシア当局の安全管理に問題があるとして原則的にEUから乗り入れ禁止処分を受けているが、今回事故を起こしたインドネシア・エアアジアは危険な航空会社ではないとしてガルーダ・インドネシア航空などと共に乗り入れ禁止処分から除外されていた。前述のインドネシア国内での路線運航許可体制について、この事故をきっかけにインドネシア当局が同国内の運航許可についてを調査したところ、航空会社5社が合計61便で同様の無許可運航となっていたことが判明し、この中に国内最大手のガルーダ・インドネシア航空も含まれていたことが判明している。無許可運航を見逃していた当局の職員には処分が下された。
なお、事故が発生した路線はエアアジア (AK) のグループ会社であるインドネシア・エアアジア (QZ) が運航しており、全座席がQZ便名で販売されているにもかかわらず、本事故を「エアアジア8501便」と表記する報道も多い。

## 乗客・乗員
エアアジアの発表によれば乗客は155名搭乗しており、そのうち16名が子供、1名が乳児だった。乗員は7名搭乗しており、内訳は操縦士が2名、客室乗務員が4名、技術者が1名である。機長はインドネシア人、副操縦士はフランス人だった。これまでの総飛行時間は機長が2万537時間（うちインドネシア・エアアジアで6100時間）、副操縦士が2275時間となっている。
搭乗者の国籍は以下の表のとおりである。
| 国籍         | 乗客 | 乗務員 |
| ------------ | ---- | ------ |
| インドネシア | 149  | 6      |
| 韓国         | 3    |        |
| フランス     |      | 1      |
| マレーシア   | 1    |        |
| シンガポール | 1    |        |
| イギリス     | 1    |        |

## 事故後の対応

### 航空会社（インドネシア・エアアジア）
当日正午（現地時間）にプレスリリースをFacebookにて発表した。
また、事故後に公式FacebookおよびTwitterの画像をグレースケールのものに変更した。臨時のコンタクトセンターを開設し、電話で搭乗者の家族・友人への対応を行った。出発地であるスラバヤの空港には、28日夜にエアアジアグループCEOのトニー・フェルナンデスが到着して、安否確認に訪れた乗客の家族への対応を行った。エアアジアは補償金として、総額およそ12万5000ドル（約1500万円）を支払うことを決定した。2万4000ドルをすでに見舞金として支払い済みで、残り10万ドルほどが補償金として支払われるという。補償額は、航空会社の責任などを定めた国際条約であるモントリオール条約によれば、一人あたり約17万4000ドルが最低額となるが、インドネシアは条約批准国ではなく、同国の運輸省の規定に従って算定された。

### 各国政府
インドネシア
副大統領モハマッド・ユスフ・カラは「事故の可能性が高い」という見解を示し、12月28日にインドネシア国家捜索救助庁は事故機が墜落した可能性のある海域の捜索を開始した。12月30日からはインドネシア空軍の輸送機EADS CASA C-295も捜索に参加している。
マレーシア
事故翌日の29日からマレーシア軍の航空機および艦船が捜索に加わった。
アメリカ

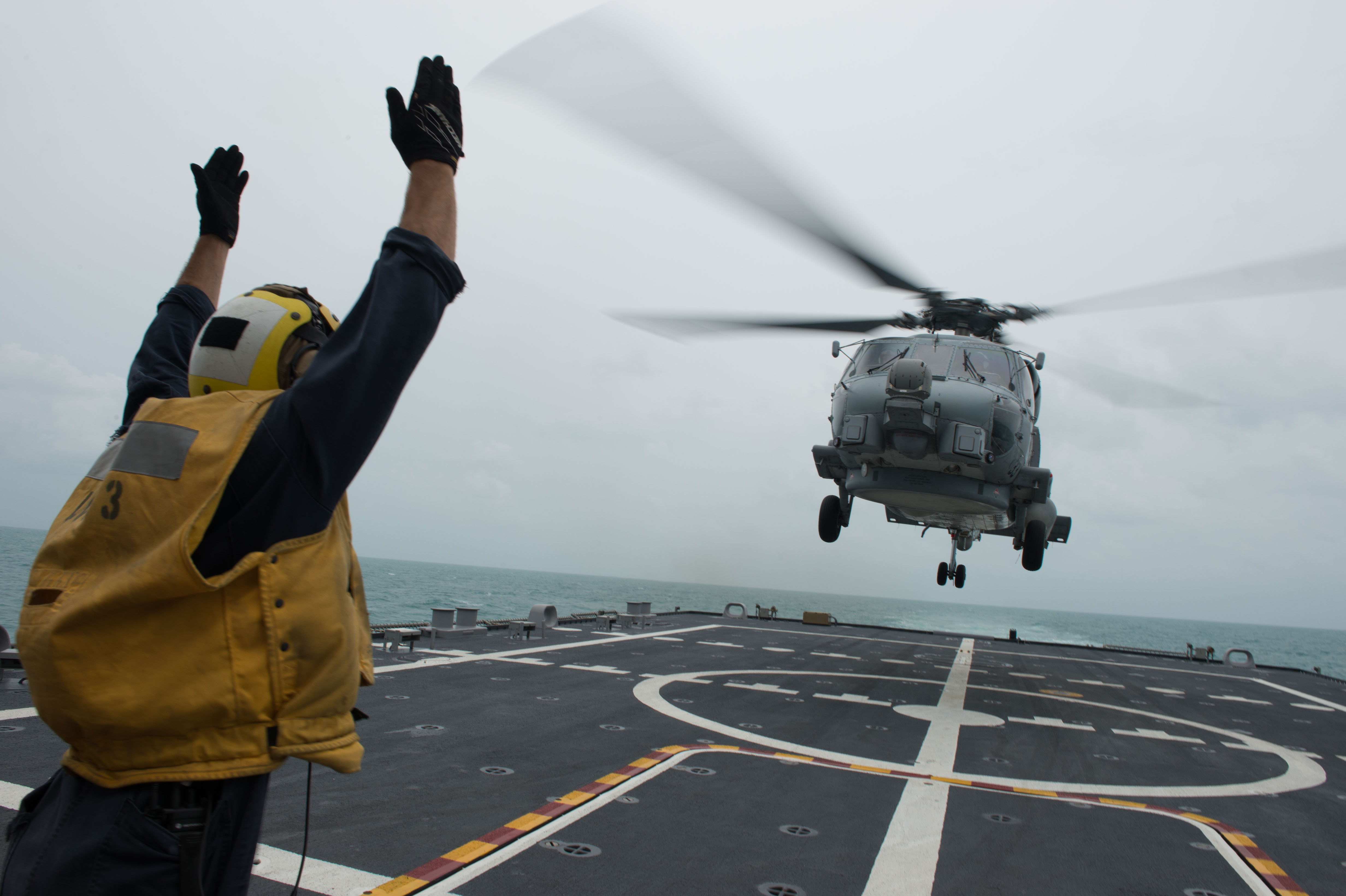
捜索活動に従事するUSSフォートワースとアメリカ軍のヘリコプター

アメリカ大統領副報道官のシュルツは12月28日に、「オバマ大統領はエアアジア機に関し報告を受けている。ホワイトハウスは情勢を注視している」と述べている。29日にインドネシア政府からの要請に応じて、米第7艦隊所属のイージス駆逐艦USSサンプソン(DDG-102)と搭載ヘリのMH-60Rが、1月3日から沿海域戦闘艦USSフォートワース（LCS-3）も合流し捜索活動に参加している。
オーストラリア
外務大臣のジュリー・ビショップはインドネシア政府からの要請があれば協力をする準備があるとし、「乗員乗客が生存していることを祈っている」と述べた。
事故翌日の29日には哨戒機1機の派遣を行った。
韓国
韓国政府は捜索のため、韓国軍のP-3C哨戒機を30日に派遣するとした。事故機には韓国人宣教師家族3名が搭乗していた。
中国
中国外務省は29日、インドネシア政府に対して、必要であれば航空機や艦船を捜索のために派遣する用意があると伝えた。
日本
日本政府は31日、インドネシア政府からの捜索活動に対する参加要請に応じて、護衛艦たかなみ・おおなみの2隻を派遣することを決定した。両艦はソマリア沖海賊の対策部隊派遣任務を終えて日本に帰還する途中だったが、護衛艦および護衛艦搭載のヘリコプター3機を利用して捜索にあたることになった。
1月3日の夜、両艦は現場海域であるカリマンタン島南西沖に到着し、国際緊急援助隊として捜索活動を開始した。以降1月9日までに捜索・救助活動等で遺体4体を収容したが、その後のインドネシア政府からの活動継続の要請が無かったため、捜索活動を終了し1月下旬に帰国した。

## この事故を扱った番組
- メーデー!:航空機事故の真実と真相 第14シーズン第9話「Deadly Solution」
- 世界衝撃映像100連発 TBS系列チャンネルにて2018年5月14日放送